# 格羅普尼察鄉
47°21′N 27°15′E / 47.350°N 27.250°E
格羅普尼察鄉（羅馬尼亞語：Comuna Gropnița, Iași），是羅馬尼亞的鄉份，位於該國東北部，由雅西縣負責管轄，面積82平方公里，海拔高度70米，2007年人口3,327，人口密度每平方公里41人。